# إس بي 2 سي هيلدايفر
إس بي 2 سي هيلدايفر (بالإنجليزية: SB2C Helldiver) هي قاذفة انقضاضية أمريكية من الحرب العالمية الثانية، هي أقوى وأسرع من دوغلاس إس بي دي دونتليس القديمة والأبطأ. بصفتها قاذفة للبحرية الولايات المتحدة، ظهرت في مسارح المحيط الهادئ، حلت محل دوغلاس إس بي دي دونتليس. عدد قليل منها متبقية.